# أدب فلسفي
أدب فلسفي (بالإنجليزية: Philosophical fiction) يشير إلى أعمال الأدب التي تخصص نسبة كبيرة من العمل لمناقشة النوع من الأسئلة التي قد تشمل وظيفة ودور المجتمع، الهدف من الحياة، الغرض من الأخلاق، دور الفن في حياة الإنسان، دور الخبرة أو سبب توسيع المعرفة.

## العلاقة بين الفلسفة والأدب
هل العلاقة بين الفلسفة والأدب دائماً متنافرة؟ وهل ثمة إمكانية للجمع بينهما؟ وماهي الوظيفة التي تؤديها كل من الفلسفة والأدب في العصر الحديث؟
مارس الإنسان التفلسف منذ القدم، وذلك سعياً منه لفهم أبعاد وجوده بكافة مستوياته الأخلاقية والمعرفية والاجتماعية، وقد اتسمت الفلسفة التقليدية بمداها النسقي، أي أنها لم تترك مجالاً إلا وأخضعته لنمط سؤالها العام، فأفلاطون -على سبيل المثال- كان قد أدخل في كتاباته تصورات عن العالم الطبيعة والإنسان والمجتمع، فتحدث في كتابه الجمهورية عن الرياضيات والأخلاق والاجتماع  والسياسة والفن والأدب، بحيث لم يترك مجالاً إلا وضمّنه في نسقه الفلسفي.
تنقسم الآراء حول العلاقة بين الفلسفة والأدب إلى فريقين؛ فريق يرى أن الفلسفة منفصلة كليا عن الأدب وأنها تنتمي إلى فئة العلوم الإنسانية مثل اللسانيات، والأنثروبولوجيا، وعلم النفس، وعلم الاجتماع والتاريخ، والأدب ينتمي إلى فئة الفنون مثل الرسم والنحت والتصوير وغيرها، تعود فكرة التضاد بين الفلسفة والأدب إلى عهد الإغريق حيث رفض الفيلسوف أفلاطون  وجود الفن والشعر والشعراء في مدينته  بحجة أن الفن عموما والشعر خصوصا  يقومان على مفهوم المحاكاة واتخذ مفهوم المحاكاة مفهوما دونيا لأنه يحاكي العالم الحسّي والشعر عنده إيهام بالحقيقة، بينما الفلسفة ترتبط بالعلم أي بالحقيقة. فأخذ مفهوم الأدب مفهوما دونيا قياسا على هذا المفهوم الذي بقي تأثيره في الفكر الإنساني لفترة زمنية طويلة، أما الفريق الآخر فيرى أن هناك رباطا وثيقا بين الأدب والفلسفة، وهو رباط الكلمات والتعبيرات، فالفيلسوف والأديب قريبين من بعضهما، إذ يواجه الفيلسوف معضلات أدبية، ويحلو للأديب الغرق في قضايا الفلسفة حين كتابته لأعماله، ويعتبر رأي الفريق الثاني الرأي الأكثر شيوعا، مما أنتج تصنيفا للأعمال الأدبية وهو الأدب الفلسفي، الذي يناقش القضايا الفلسفية في قالب أدبي مثل الروايات والقصص والمسرحيات.
إلا أن الأدب احتفظ لنفسه بإيقاع ومنطق خاص به، استعصى على الاحتواء من قبل الفلسفة النسقية التقليدية، فالكتابة الأدبية باعتبارها شكلا خاصا من أشكال التعبير، سواءً كانت شعراً أو مسرحاً أو رواية، لها تراثها ورموزها وأشخاصها الذين صاغوا معالم الفكر الإنساني بجانب الفلاسفة.
يمكن القول إنه برغم التساكن والتعايش اللذان عرفتهما العلاقة بين الأدب والفلسفة، إلا أن هذين الحقلين المعرفيين كانا دائماً في حالة صراع، فكل نمط يعتبر نفسه قد قطع شوطاً في سبيل تلمس الحقيقة يما لم يفعله النمط الآخر، وهذا بالتحديد ما جعل أفلاطون يستبعد الأدباء بشكل عام والشعراء تحديداً من جمهوريته.
يقسم الفيلسوف المغربي طه عبد الرحمن اللغة إلى قسمين: الأول هو الكلام العباري والثاني هو الكلام الإشاري، فالعبارة -بحسب طه عبد الرحمن- هي «لفظ محكم تركيبه ودلالته»، بينما الإشارة على عكسها، «كلام دال على المجاز أو مضمر لفظه أو مشتبه معناه» ما يعني أن العبارة -هي أساسا- كلام يلتزم بضوابط العقل المجرد، وهذه اللغة العبارية ذات الدلالة المحددة والواضحة هي مدار اشتغال الفلسفة، في حين أن الإشارة التي هي بالأساس «كلام ينفتح على رحاب الخيال المجسد» هي مدار اشتغال الأدب والشعر.
بحسب طه عبد الرحمن فإن كلا من الفلسفة والأدب يختلفان فيما بينهما بمقدار نصيب كل منهما من هذين القسمين البيانيين المتعارضين: العبارة والإشارة. أو «قوة التعقل وقوة التخيل»، وهنا لا يذهب طه عبد الرحمن إلى الفصل بين الأسلوبين فصلاً تاماً، بل يشير إلى أن كلاً من الفلسفة والأدب يشتملان على هذين النوعين من البيان معاً، إلا أنه وبينما تنال الفلسفة قسماً أكبر من البيان العباري، فإن السرد الأدبي يحظى بالقسم الأكبر من البيان الإشاري.

## مابعد الحداثة
تُعنى فلسفة ما بعد الحداثة بالأدب بصورة خاصة، ذلك أنها فلسفة قامت على الانتفاض على كثير من المعايير العقلانية الصارمة التي يوليها المنهج الفلسفي اهتماما خاصاً وانتهى عدد كبير من المنتسبين لمدرسة ما بعد الحداثة إلى القول إن ما يجمع المجالين هي قضية إشكالية واحدة وهي قضية الكتابة، كما ذهب إلى ذلك الفيلسوف الفرنسي جيل دولوز.
من الممكن أن نجد جذور هذا الموقف المنتفض على هذه القسمة الثنائية بين الأدب والفلسفة عند الفيلسوف الألماني الشهير فيردريك نيتشه، الذي أشار في كتابه الذي حمل عنوان «ولادة التراجيديا» إلى أنه من الضروري على الفلسفة أن تحدّ من التفكير المنطقي الصارم، وتعود إلى الجانب الوجداني الذي يمثله أسلوب السرد الروائي، داعياً إلى «العودة إلى ما يعتمل في أنفسنا من عناصر بدائية للارتشاف من نبع العاطفة.. حتى ولو أدى ذلك إلى تحطيم الفكر التحليلي»
من هنا ظهر عدد من المفكرين والفلاسفة الذين مزجوا بين أسلوب السرد الروائي واللغة الشاعرية من جهة، وبين اعتبارات السؤال والمقاييس الفلسفية من جهة أخرى، فنيتشه كان يكتب بصورة سرد روائي في عمله الشهير «هكذا تحدث زرادشت»، الأمر ذاته نجده عند عدد من الفلاسفة الذين صاغوا فلسفتهم وأفكارهم بواسطة الرواية والمسرح كجان بول سارتر، وميلان كونديرا وغيرهم.

## العلاقة بين الفلسفة والمسرح
إن العلاقة التي تربط بين المسرح كجنس أدبي والفلسفة تتميز بنوع من التداخل والتبادل وتأكيدا لهذه العلاقة، سنناقش كيف تأثر كتاب المسرح  كمجال من أهم مجالات الأدب بالفلسفة والنظريات الفلسفية مثل الفلسفة  الوجودية وفلسفة العبث وانتقل هذا التأثير من المسرح الغربي إلى المسرح العربي. إن المسرح إنتاج مركب فهو لغوي ومعرفي وأدبي وتقني زاخر بالثيمات والمواقف التي تشكل المنظور الفلسفي، بحيث يصعب أن يوضع الحد الفاصل  تماما بينهما، بل تتفاعل كل هذه المعطيات معا لإنتاج البعد الفلسفي والجمالي للعمل.
منذ القديم كان المسرح مجالا واسع الغنى  فمسرح سقراط يضمن حواراته رؤيته الفلسفية داخل فضاء معين ومن داخل النتاج المسرحي يتجسد التفكير الفلسفي بلغة وجماليات تكسبه وضوحا جماليا ويحول الأفكار التجريدية إلى أفكار  أسهل استيعابا. كان المسرح العربي ولا يزال متأثرا بالمسرح الغربي وينهل من الفلسفات التي أثرت فيه وأثرته برؤيات متعددة، وقد تجاوز النقل والتقليد إلى الابتكار وخلق التجارب الجديدة، ودفع بالمسرحيين إلى تكثيف الجهد من أجل إنجاح عملية الانتقاء التي تتناسب مع عملية التواصل مع الجمهور العربي الذي يختلف وعيه الجمالي وذائقته عن الجمهور الغربي الذي فيه نشأت هذه النظريات الفلسفية وتشربها وتوافقت معه. وانتشر المسرح كمعطى ثقافي ليجسد كل الأبعاد المعرفية وانتقلت الأفكار الفلسفية ومعاناة الوجود من الغرب إلى المسرح العربي واكتست ملامح جديدة في بعض الأعمال المسرحية رغم أن انتقال هذه الأفكار ليست بالأمر السهل بسبب أنها تنتمي لظروف مجتمعية مختلفة في صدورها وظروف مختلفة عن ظروفنا في الوطن العربي.
يقدم المفكر إدوارد سعيد إطارا لحركة نقل النظريات والأفكار وتداولها في دراسته القيمة “عندما تسافر النظرية” وهو إطار مكوّن من أربع مراحل يمكن تلخيصها كالتالي: أولا: مجموعة الظروف الأصلية التي رافقت ميلاد فكرة ودخولها ميدان الخطاب. وثانيا المسافة المقطوعة أو الممرّ الذي تجتازه الفكرة عبر ضغط السياقات المختلفة خلال انتقالها من نقطة معيّنة إلى زمان ومكان تصبح فيهما واضحة البروز، وثالثا  شروط القبول وأشكال المقاومة في البيئة الجديدة، وأخيرا تغيير الفكرة المكيّفة أو المدمجة جزئيا أو كليا وفق استعمالاتها الجديدة وموقعها الجديد في مكان وزمان جديدين”
ونجد عديد الأعمال المسرحية التي آثرت المسرح بتبنيها هذه المفاهيم وتجسيدها في أعمال خالدة برزت لإثراء البعد المعرفي والجمالي للمسر ح العربي. إذ يؤكد محمد مصطفى القباج في دراسته حول موضوع تداخل القضايا الفلسفية في الأعمال المسرحية حيث يقول: “أكدت الأبحاث والمتابعات النقدية للنصوص والأعمال المسرحية الحداثية (بريشت- أونسكو- بيكيت…الخ) أن القضايا التي تطرحها هي من عمق الاهتمامات الفلسفية، وعلى الخصوص إشكالية اللغة وأزمة الجماليات التي تسببت في ميلاد ما أصبح يطلق عليه المسرح المضاد (Anti-théâtre) وإشكالية الصراع بين الأنا والآخر في منحاها الفلسفي.”
صرّح برشت بأن “المسرح حقل نشاط لأولئك الذين يسعون ليس فقط إلى توضيح العالم ولكن إلى تغييره” في ضوء تطور الفكر الإنساني، واتساع آفاق المعرفة فلا ريب أن سمات مشتركة تجمع بين هذين العالمين، أهمها  البحث عن ماهية الوجود وسبر أغوار الذات وفي مدى ارتباطها بأحداث عصرها المتغير.

## أمثلة من الأدب الفلسفي العالمي
| المؤلف                           | الاسم                                                     | تاريخ            | ملاحظات |
| -------------------------------- | --------------------------------------------------------- | ---------------- | --- |
| أوغسطينوس                        | De Magistro                                               | القرن الرابع     | مثال مبكر |
| بيار أبيلار                      | Dialogue of a Philosopher with a Jew and a Christian      | القرن الثاني عشر | مثال مبكر |
| ابن طفيل                         | حي بن يقظان                                               | القرن الثاني عشر | مثال مبكر |
| يهوذا اللاوي                     | الحجة والدليل في نصرة الدين الذليل                        | القرن الثاني عشر | Early example; Arabic |
| فولتير                           | صادق (رواية)                                              | 1747             | مثال مبكر |
| فولتير                           | كانديد (رواية)                                            | 1759             | مثال مبكر |
| جان جاك روسو                     | Julie, or the New Heloise                                 | 1761             | مثال مبكر |
| جيمس هوغ                         | The Private Memoirs and Confessions of a Justified Sinner | 1824             | |
| والتر بيتر                       | Marius the Epicurean                                      | 1885             | |
| توماس كارليل                     | Sartor Resartus                                           | 1833-34          | Canonical |
| يوهان فولفغانغ فون غوته          | سنوات تعلم فلهلم مايستر                                   | 1795-96          | Canonical |
| ليو تولستوي                      | الحرب والسلم                                              | 1869             | Canonical |
| روبرت موزيل                      | The Man Without Qualities                                 | 1930-43          | Canonical |
| ميلان كونديرا                    | وجود لا تحتمل خفته                                        | 1984             | |
| ألدوس هكسلي                      | After Many a Summer                                       | 1939             | |
| ألدوس هكسلي                      | Island                                                    | 1962             | |
| سي. إس. لويس                     | ثلاثية الفضاء                                             | 1938, 1943, 1945 | |
| سورين كيركغور                    | إما/أو                                                    | 1843             | A novel in the highly literary philosophical work إما/أو (كتاب).                                                                                |
| فريدريك نيتشه                    | هكذا تكلم زرادشت                                          | 1885             | Perhaps the most well-known example of a modern philosophical novel.                                                                            |
| ليو تولستوي                      | البعث (رواية)                                             | 1899             | |
| صمويل بيكيت                      | في انتظار غودو                                            | 1952             | One of the most well-known philosophical plays of the twentieth century.                                                                        |
| لويس-فرديناند سيلين              | سفر إلى آخر الليل                                         | 1932             | |
| مارسيل بروست                     | البحث عن الزمن المفقود (رواية)                            | 1913–1927        | |
| أنطوان دي سانت-أكزوبيري          | الأمير الصغير (رواية)                                     | 1943             | |
| أندريه مالرو                     | Man's Fate                                                | 1933             | |
| توماس مان                        | الجبل السحري                                              | 1924             | |
| فرانس كافكا                      | المحاكمة (رواية)                                          | 1925             | |
| فيليب ك. ديك                     | هل تحلم الروبوتات بخرفان آلية؟                            | 1968             | |
| فيليب ك. ديك                     | مسحة ضوئية داكنة (فيلم)                                   | 1977             | |
| فيليب ك. ديك                     | VALIS                                                     | 1981             | A novel version of his longer non-fiction book The Exegesis, outlining his intense interest in the nature of reality, metaphysics and religion. |
| جان بول سارتر                    | الغثيان (رواية)                                           | 1938             | |
| جان بول سارتر                    | لا مخرج                                                   | 1944             | An existentialist play outlining Sartrean philosophy.                                                                                           |
| جان بول سارتر                    | الشيطان والإله الطيب                                      | 1951             | An existentialist play outlining Sartrean philosophy.                                                                                           |
| سيمون دي بوفوار                  | She Came to Stay                                          | 1943             | An الوجودية النسوية novel outlining Simone de Beauvoir's philosophy.                                                                            |
| سيمون دي بوفوار                  | Les Bouches inutiles                                      | 1944             | An existential play outlining Simone de Beauvoir's philosophy.                                                                                  |
| سيمون دي بوفوار                  | All Men are Mortal                                        | 1946             | An existential novel outlining Simone de Beauvoir's philosophy.                                                                                 |
| أوسامو دازاي                     | لم يعد بشرا                                               | 1948             | |
| ووكر بيرسي                       | مرتاد الأفلام                                             | 1961             | An existential novel outlining Søren Kierkegaard's philosophy.                                                                                  |
| جوستاين غاردر                    | عالم صوفي                                                 | 1991             | |
| يوكيو ميشيما                     | The Sailor Who Fell From Grace With The Sea               | 1963             | |
| ديفيد ماركسون                    | عشيقة فيتغنشتاين                                          | 1988             | An experimental novel that demonstrates Wittgenstein's philosophy of language; stylistic similarities to مصنف منطقي فلسفي.                      |
| دايفيد والاس                     | Infinite Jest                                             | 1996             | Criticizes Poststructuralism/Postmodernism; influenced by Wittgenstein & Existentialism; introduces Metamodernism/Post-postmodernism.           |
| Robert M Pirsig                  | Zen and the Art of Motorcycle Maintenance                 | 1974             | Pirsig's Metaphysics of Quality |
| Most novels by ألبير كامو        | Most novels by ألبير كامو                                 |                  | عبثية |
| Most novels by فرانس كافكا       | Most novels by فرانس كافكا                                |                  | عدمية وجودية |
| Most novels by هرمان هيسه        | Most novels by هرمان هيسه                                 | 1904-53          | |
| Most novels by ستانيسواف لم      | Most novels by ستانيسواف لم                               | 1946-2005        | |
| Most novels by آين راند          | Most novels by آين راند                                   | 1934-82          | Objectivism |
| Plays by صمويل بيكيت             | Plays by صمويل بيكيت                                      | 1938 - 1961      | Absurdism |
| Novels by آيريس مردوك            | Novels by آيريس مردوك                                     | 1953-97          | |
| Novels by أنتوني برجس            | Novels by أنتوني برجس                                     | 1956-93          | |
| Novels by سيمون دي بوفوار        | Novels by سيمون دي بوفوار                                 |                  | وجودية؛ نسوية |
| Novels by جان بول سارتر          | Novels by جان بول سارتر                                   |                  | Existentialism |
| Novels by أندريه مالرو           |                                                           |                  | |
| Novels by مارسيل بروست           |                                                           |                  | |
| Novels by ستندال                 |                                                           |                  | |
| Novels by فيودور دوستويفسكي      | Novels by فيودور دوستويفسكي                               | 1846-81          | Existentialism |
| Novels by غلبرت كايث تشيسترتون   | Novels by غلبرت كايث تشيسترتون                            | 1874-1936        | |
| Novels by كلاريس ليسبكتور        |                                                           |                  | |
| The stories of خورخي لويس بورخيس | The stories of خورخي لويس بورخيس                          |                  | Classical Liberalism |
| The novels of أومبرتو إكو        | The novels of أومبرتو إكو                                 |                  | علم العلامات |
| The novels of ريبيكا غولدشتاين   | The novels of ريبيكا غولدشتاين                            |                  | إلحاد؛ Feminism |

حي ابن يقظان: رائعة الأدب والفلسفة
قال عنها الفلاسفة، إن أهميتها لا تقتصر علي ما تحتويه من أفكار فلسفية مقدمة في صورة رموز وحسب، بل إن بناءها أيضا كقصة يحوز علي إعجاب الكثيرين، ففيها من التفاصيل ما يجعلها تفوق في نضجها الكثير من القصص، وفيها من عناصر التشويق  والإقناع بالأحداث ما يزيد علي كونها قالبا يحمل بين طياته مجرد أفكار، وقال عنها الادباء، إنها قصة فريدة في الادب العربي القديم رغم طابعها الفلسفي.
حي بن يقظان«قصة استطاعت في وقت قصير أن تجذب جمهور الفلسفة والادب، واعتبرت كعاصفة ضخمة أحس بها الناس جميعا، وظلت الي وقتنا هذا تحمل مكانة مرموقة، ويري البعض أنه تم استيحاء فكرة» حي بن يقظان«في العديد من القصص المعاصرة مثل» روبنسون كروز«و» طرازان«.